# Fussballclub Wohlen 1904 2012-2013
Questa voce raccoglie le informazioni riguardanti il Fussballclub Wohlen 1904 nelle competizioni ufficiali della stagione 2012-2013.

## Stagione
Nella stagione 2012-2013 il Wohlen, allenato da David Sesa, concluse il campionato di Challenge League all'8º posto. In Coppa Svizzera il Wohlen fu eliminato agli ottavi di finale dal Thun.

## Rosa
| N. |                         | Ruolo | Calciatore           |
| -- | ----------------------- | ----- | -------------------- |
| 1  | RD del Congo (bandiera) | P     | Joël Kiassumbua      |
| 2  | Svizzera (bandiera)     | D     | Etienne Manca        |
| 3  | Francia (bandiera)      | D     | Hemza Mihoubi        |
| 4  | Svizzera (bandiera)     | D     | Simone Parente       |
| 4  | Svizzera (bandiera)     | C     | Iksan Akyol          |
| 4  | Portogallo (bandiera)   | C     | Danilo Santos        |
| 5  | Austria (bandiera)      | D     | Michael Winsauer     |
| 6  | Kosovo (bandiera)       | D     | Alban Pnishi         |
| 7  | Germania (bandiera)     | C     | Thomas Weller        |
| 8  | Argentina (bandiera)    | C     | Sergio Bastida       |
| 11 | Svizzera (bandiera)     | A     | Tihomir Grabovica    |
| 12 | Svizzera (bandiera)     | D     | Luca Studer          |
| 12 | Romania (bandiera)      | A     | Cristian Florin Ianu |

| N. |                               | Ruolo | Calciatore         |
| -- | ----------------------------- | ----- | ------------------ |
| 13 | Svizzera (bandiera)           | C     | Stefano Milani     |
| 14 | Camerun (bandiera)            | C     | Freddy Mveng       |
| 15 | Svizzera (bandiera)           | D     | Selver Hodžić      |
| 16 | Svizzera (bandiera)           | D     | Pascal Thrier      |
| 17 | Svizzera (bandiera)           | C     | Matteo Muscia      |
| 17 | Macedonia del Nord (bandiera) | C     | Agron Mustafi      |
| 19 | Svizzera (bandiera)           | C     | Dejan Miljković    |
| 20 | Brasile (bandiera)            | A     | Gaspar             |
| 21 | Svizzera (bandiera)           | C     | Matteus Senkal     |
| 22 | Svizzera (bandiera)           | D     | Giuseppe Rapisarda |
| 23 | Svizzera (bandiera)           | A     | Nenad Bijelić      |
| 24 | Svizzera (bandiera)           | C     | Matteo Tosetti     |
| 30 | Svizzera (bandiera)           | P     | Flamur Tahiraj     |

## Organigramma societario
Area tecnica
- Allenatore: David Sesa
- Allenatore in seconda: Umberto Romano
- Preparatore dei portieri: Boris Ivkovic
- Preparatori atletici: Umberto Romano

## Calciomercato

### Sessione estiva
| Acquisti | Acquisti             | Acquisti        | Acquisti |
| R.       | Nome                 | da              | Modalità |
| -------- | -------------------- | --------------- | -------- |
| C        | Freddy Mveng         | Young Boys      |          |
| C        | Sergio Bastida       | Wil             |          |
| C        | Dario Dussin         | Bienne          |          |
| A        | Cristian Florin Ianu | Sion            |          |
| D        | Etienne Manca        | Young Boys II   |          |
| D        | Hemza Mihoubi        | Losone Sportiva |          |
| C        | Stefano Milani       | Wil             |          |
| D        | Giuseppe Rapisarda   | Chiasso         |          |
| C        | Matteus Senkal       | Chiasso         |          |
| D        | Pascal Thrier        | Lugano          |          |

| Cessioni | Cessioni             | Cessioni    | Cessioni |
| R.       | Nome                 | a           | Modalità |
| -------- | -------------------- | ----------- | -------- |
| C        | Theodoros Karapetsas | Kerkyra     |          |
| C        | José Mamone          | Muri        |          |
| C        | Daniele Romano       | Aarau       |          |
| C        | Leonel Romero        | YF Juventus |          |
| C        | Martin Steuble       | Wil         |          |

### Sessione invernale
| Acquisti | Acquisti | Acquisti | Acquisti |
| R.       | Nome     | da       | Modalità |
| -------- | -------- | -------- | -------- |

| Cessioni | Cessioni | Cessioni | Cessioni |
| R.       | Nome     | a        | Modalità |
| -------- | -------- | -------- | -------- |

## Risultati

### Challenge League

#### Prima fase, girone di andata
| Arbitro: | Gut |

|  |           |           |
|  | Marcatori | 71’ Antić |

| Arbitro: | Wermelinger |

|  |           |             |
|  | Marcatori | 45’ Tosetti |

| Arbitro: | Fähndrich |

|  |           |                   |
|  | Marcatori | 69’ (rig.) Gaspar |

| Wohlen 4 agosto 2012, ore 17:45 CEST 4ª giornata | Wohlen | 0 – 0 referto | Bellinzona | Stadion Niedermatten (2 100 spett.)\| Arbitro: \| Pache \| |
| Arbitro:                                         | Pache  |               |            |                                                            |

| Arbitro: | Erlachner |

|  |           |             |
|  | Marcatori | 61’ Becchio |

| Arbitro: | Bieri |

|                                        |           |          |
| Sadiku 12’, 19’ Shalaj 25’ Bottani 73’ | Marcatori | 56’ Ianu |

| Arbitro: | Huwiler |

|                                                                  |           |  |
| Burgmeier 12’ Trípodi 38’ Tighazoui 48’ Milosevic 55’ Hasler 81’ | Marcatori |  |

| Wohlen 2 settembre 2012, ore 16:00 CEST 8ª giornata | Wohlen | 0 – 0 referto | Bienne | Stadion Niedermatten (950 spett.)\| Arbitro: \| Winter \| |
| Arbitro:                                            | Winter |               |        |                                                           |

| Arbitro: | Pache |

|              |           |  |
| Paçarizi 45’ | Marcatori |  |

#### Prima fase, girone di ritorno
| Arbitro: | Kever |

|          |           |             |
| Mveng 9’ | Marcatori | 77’ Brunner |

| Arbitro: | Gut |

|          |           |  |
| Ianu 45’ | Marcatori |  |

| Arbitro: | Schärer |

|                     |           |  |
| Morello 7’ Coly 51’ | Marcatori |  |

| Arbitro: | Hänni |

|             |           |            |
| Bijelić 83’ | Marcatori | 32’ Sadiku |

| Arbitro: | Zimmermann |

|                                          |           |                                 |
| Callà 6’, 14’, 87’ Ioniță 77’ Senger 86’ | Marcatori | 27’ Bastida 50’ Ianu 63’ Milani |

| Wohlen 3 novembre 2012, ore 17:45 CET 15ª giornata | Wohlen  | 0 – 0 referto | Locarno | Stadion Niedermatten (1 070 spett.)\| Arbitro: \| Huwiler \| |
| Arbitro:                                           | Huwiler |               |         |                                                              |

| Arbitro: | Superczynski |

|              |           |                                 |
| Gherardi 68’ | Marcatori | 22’ Ianu 39’ Tosetti 83’ Milani |

| Arbitro: | Graf |

|                          |           |                                    |
| Ianu 42’ Gaspar 44’, 61’ | Marcatori | 3’ (aut.) Weller 88’, 90’ Lombardi |

| Arbitro: | Schnyder |

|                |           |  |
| Marchesano 60’ | Marcatori |  |

#### Seconda fase, girone di andata
| Arbitro: | Jancevski |

|              |           |  |
| Bengondo 69’ | Marcatori |  |

| Arbitro: | Winter |

|                 |           |                              |
| Milani 81’, 87’ | Marcatori | 20’ (aut.) Mveng 23’ Mazzola |

| Arbitro: | Graf |

|  |           |               |
|  | Marcatori | 82’ Rodríguez |

| Arbitro: | Huwiler |

|  |           |                                |
|  | Marcatori | 60’ Gaspar 65’ Milani 88’ Ianu |

| Arbitro: | Schnyder |

|                        |           |  |
| Aegerter 11’ Silva 84’ | Marcatori |  |

| Arbitro: | Bieri |

|            |           |  |
| Milani 78’ | Marcatori |  |

| Arbitro: | Erlachner |

|           |           |                      |
| Gaspar 6’ | Marcatori | 36’, 39’, 90’ Widmer |

| Arbitro: | Schnyder |

|              |           |                     |
| Abegglen 43’ | Marcatori | 25’ Gaspar 64’ Ianu |

| Wohlen 14 aprile 2013, ore 16:00 CEST 27ª giornata | Wohlen    | 0 – 0 referto | Wil | Stadion Niedermatten (1 050 spett.)\| Arbitro: \| Fähndrich \| |
| Arbitro:                                           | Fähndrich |               |     |                                                                |

#### Seconda fase, girone di ritorno
| Arbitro: | Schärer |

|              |           |                         |
| Paçarizi 90’ | Marcatori | 54’ Mustafi 85’ Bijelić |

| Arbitro: | Winter |

|                         |           |                      |
| Bijelić 21’ Mustafi 31’ | Marcatori | 17’ Felitti 69’ Riva |

| Arbitro: | Fähndrich |

|  |           |                          |
|  | Marcatori | 64’ Aratore 83’ Bengondo |

| Arbitro: | Gut |

|             |           |                        |
| Berisha 17’ | Marcatori | 26’ Bijelić 84’ Muscia |

| Arbitro: | Superczynski |

|                                                              |           |  |
| Emmanuel 14’, 53’, 54’ Ukoh 21’, 35’ Di Nardo 50’ Safari 74’ | Marcatori |  |

| Arbitro: | Huwiler |

|            |           |                                      |
| Pnishi 35’ | Marcatori | 52’ Tighazoui 62’ Ciccone 85’ Hasler |

| Arbitro: | Graf |

|                        |           |                         |
| Pak 16’ Ciarrocchi 68’ | Marcatori | 41’ Winsauer 90’ Milani |

| Arbitro: | Gut |

|                   |           |           |
| Markaj 25’ (aut.) | Marcatori | 73’ Silva |

| Arbitro: | Winter |

|                            |           |                          |
| Callà 6’, 48’ Foschini 84’ | Marcatori | 2’, 32’ Milani 65’ Manca |

### Coppa Svizzera
| 15 settembre 2012, ore 20:00 CEST Primo turno | Étoile Carouge       | ? – ? | Wohlen |  |
| \| \| \| \| \| \| Tiri di rigore 6 – 7 \| \|  |                      |       |        |  |
|                                               |                      |       |        |  |
|                                               | Tiri di rigore 6 – 7 |       |        |  |

| 11 novembre 2012, ore 14:00 CET Secondo turno | Grenchen | 0 – 4 | Wohlen |  |

| 3 febbraio 2013, ore 14:30 CET Ottavi di finale | Wohlen | 1 – 2 | Thun |  |

## Statistiche

### Statistiche di squadra
| Competizione     | Punti | In casa | In casa | In casa | In casa | In casa | In casa | In trasferta | In trasferta | In trasferta | In trasferta | In trasferta | In trasferta | Totale | Totale | Totale | Totale | Totale | Totale | DR  |
| Competizione     | Punti | G       | V       | N       | P       | Gf      | Gs      | G            | V            | N            | P            | Gf           | Gs           | G      | V      | N      | P      | Gf     | Gs     | DR  |
| ---------------- | ----- | ------- | ------- | ------- | ------- | ------- | ------- | ------------ | ------------ | ------------ | ------------ | ------------ | ------------ | ------ | ------ | ------ | ------ | ------ | ------ | --- |
| Challenge League | 39    | 18      | 2       | 10      | 6       | 14      | 21      | 18           | 7            | 2            | 9            | 25           | 37           | 36     | 9      | 12     | 15     | 39     | 58     | -19 |
| Coppa Svizzera   | -     | 1       | 0       | 0       | 1       | 1       | 2       | 2            | 1            | 1            | 0            | 4            | 0            | 3      | 1      | 1      | 1      | 5      | 2      | +3  |
| Totale           | 39    | 19      | 2       | 10      | 7       | 15      | 23      | 20           | 8            | 3            | 9            | 29           | 37           | 39     | 10     | 13     | 16     | 44     | 60     | -16 |

### Andamento in campionato
| Giornata  | 1 | 2 | 3 | 4 | 5 | 6 | 7 | 8 | 9 | 10 | 11 | 12 | 13 | 14 | 15 | 16 | 17 | 18 | 19 | 20 | 21 | 22 | 23 | 24 | 25 | 26 | 27 | 28 | 29 | 30 | 31 | 32 | 33 | 34 | 35 | 36 |
| --------- | - | - | - | - | - | - | - | - | - | -- | -- | -- | -- | -- | -- | -- | -- | -- | -- | -- | -- | -- | -- | -- | -- | -- | -- | -- | -- | -- | -- | -- | -- | -- | -- | -- |
| Luogo     | C | T | T | C | C | T | T | C | T | C  | C  | T  | C  | T  | C  | T  | C  | T  | T  | C  | C  | T  | T  | C  | C  | T  | C  | T  | C  | C  | T  | T  | C  | T  | C  | T  |
| Risultato | P | V | V | N | P | P | P | N | P | N  | V  | P  | N  | P  | N  | V  | N  | P  | P  | N  | P  | V  | P  | V  | P  | V  | N  | V  | N  | P  | V  | P  | P  | N  | N  | N  |
| Posizione | 7 | 3 | 3 | 3 | 4 | 5 | 8 | 8 | 8 | 8  | 8  | 9  | 9  | 9  | 9  | 9  | 8  | 9  | 9  | 9  | 9  | 9  | 9  | 9  | 9  | 9  | 9  | 8  | 9  | 9  | 8  | 8  | 9  | 9  | 8  | 8  |

Legenda:

Luogo: C = Casa; T = Trasferta. Risultato: V = Vittoria; N = Pareggio; P = Sconfitta.

### Statistiche dei giocatori
| I. Akyol      | 0  | 0 | 0  | 0 |
| S. Bastida    | 25 | 1 | 5  | 0 |
| N. Bijelić    | 21 | 4 | 2  | 0 |
| D. Dussin     | 10 | 0 | 2  | 0 |
| G. Gaspar     | 29 | 6 | 1  | 0 |
| T. Grabovica  | 12 | 0 | 0  | 0 |
| S. Hodžić     | 7  | 0 | 1  | 0 |
| C. Ianu       | 25 | 7 | 3  | 0 |
| J. Kiassumbua | 3  | 0 | 0  | 0 |
| E. Manca      | 20 | 1 | 4  | 0 |
| H. Mihoubi    | 28 | 0 | 11 | 0 |
| S. Milani     | 31 | 9 | 5  | 0 |
| D. Miljković  | 7  | 0 | 0  | 0 |
| M. Muscia     | 5  | 1 | 0  | 0 |
| A. Mustafi    | 20 | 2 | 4  | 0 |
| F. Mveng      | 24 | 1 | 5  | 0 |
| S. Parente    | 1  | 0 | 0  | 0 |
| A. Pnishi     | 33 | 1 | 4  | 0 |
| G. Proietti   | 15 | 0 | 1  | 0 |
| G. Rapisarda  | 21 | 0 | 3  | 0 |
| D. Santos     | 0  | 0 | 0  | 0 |
| M. Senkal     | 32 | 0 | 11 | 1 |
| L. Studer     | 0  | 0 | 0  | 0 |
| F. Tahiraj    | 18 | 0 | 1  | 0 |
| P. Thrier     | 11 | 0 | 0  | 0 |
| M. Tosetti    | 36 | 2 | 3  | 0 |
| T. Weller     | 27 | 0 | 4  | 1 |
| M. Winsauer   | 32 | 1 | 3  | 0 |